# Jean-Charles François
Jean-Charles François (* 4. Mai 1717 in Nancy; † 22. März 1769 in Paris) war ein französischer Kupferstecher und Radierer.

## Leben
François war in Nancy zunächst ein Schüler des Malers Claude Charles. Er erlernte autodidaktisch die Kupferstecherei und begann bald damit Tafelgeschirr mit Wappen und ähnlichem zu gravieren. Als 16-Jähriger ging er nach Dijon, um dort einen größeren Auftrag zu erfüllen. Anschließend lebte er sieben Jahre lang in Lyon, wo er die ersten Versuche seines neuen Verfahrens anstellte, „die körnigen Linien der Kreide- oder Rotstiftzeichnungen durch geätzte Punktierarbeit nachzuahmen.“ 1740 veröffentlichte er die Principes de dessein faciles, in denen er diese Technik vorstellte. In Paris setzte er diese Experimente fort und es gelang ihm 1757 die Erfindung dieser sogenannten Kreidemanier oder Crayonmanier zu vervollkommnen und die Kreide- und Stiftzeichnungen im Stich genau nachzuahmen.

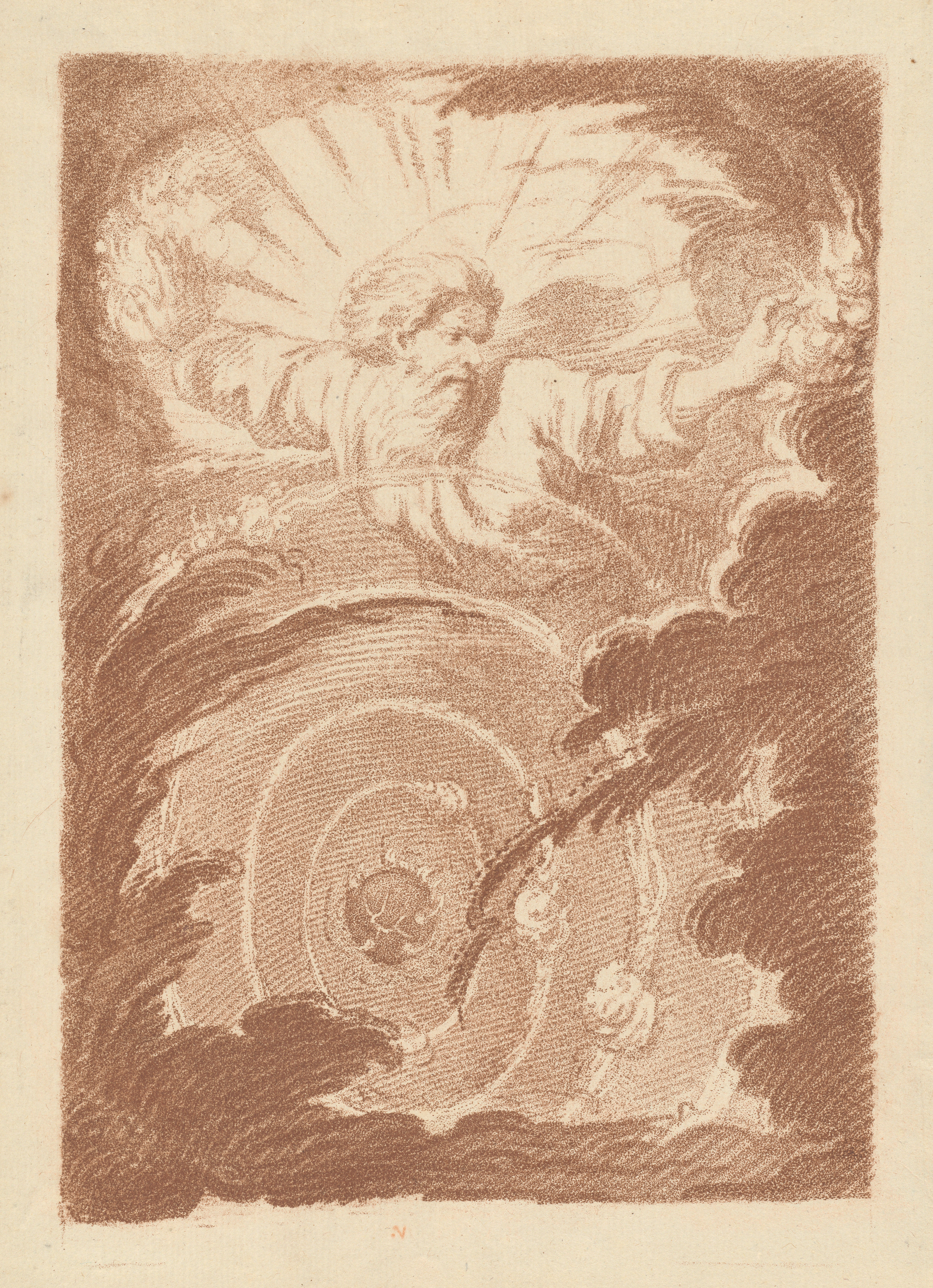
Genesis, Druck in Kreidemanier, 1760

Er reichte 1757 sechs in dieser Technik gestochene Blätter bei der Académie Royale ein. Dies brachte ihm eine königliche Pension von 600 livres und im Folgejahr  den Titel eines „Kabinet-Kupferstechers der königlichen Zeichnungen“ französisch graveur des dessein du Cabinet du Roi ein. Durch dieses Verfahren ist François für die französische Grafik von besonderer Bedeutung. „Sein Verdienst besteht darin, die Punktiertechnik des Kupferstichs durch die Verbindung mit der Radiertechnik praktisch und künstlerisch leichter verwertbar gemacht zu haben.“
Dieses Verfahren wurde später von Gilles Demarteau und Louis-Marin Bonnet weiter verbessert.
François war mit der Malerin Marie Catherin François verheiratet.

## Werke (Auswahl)

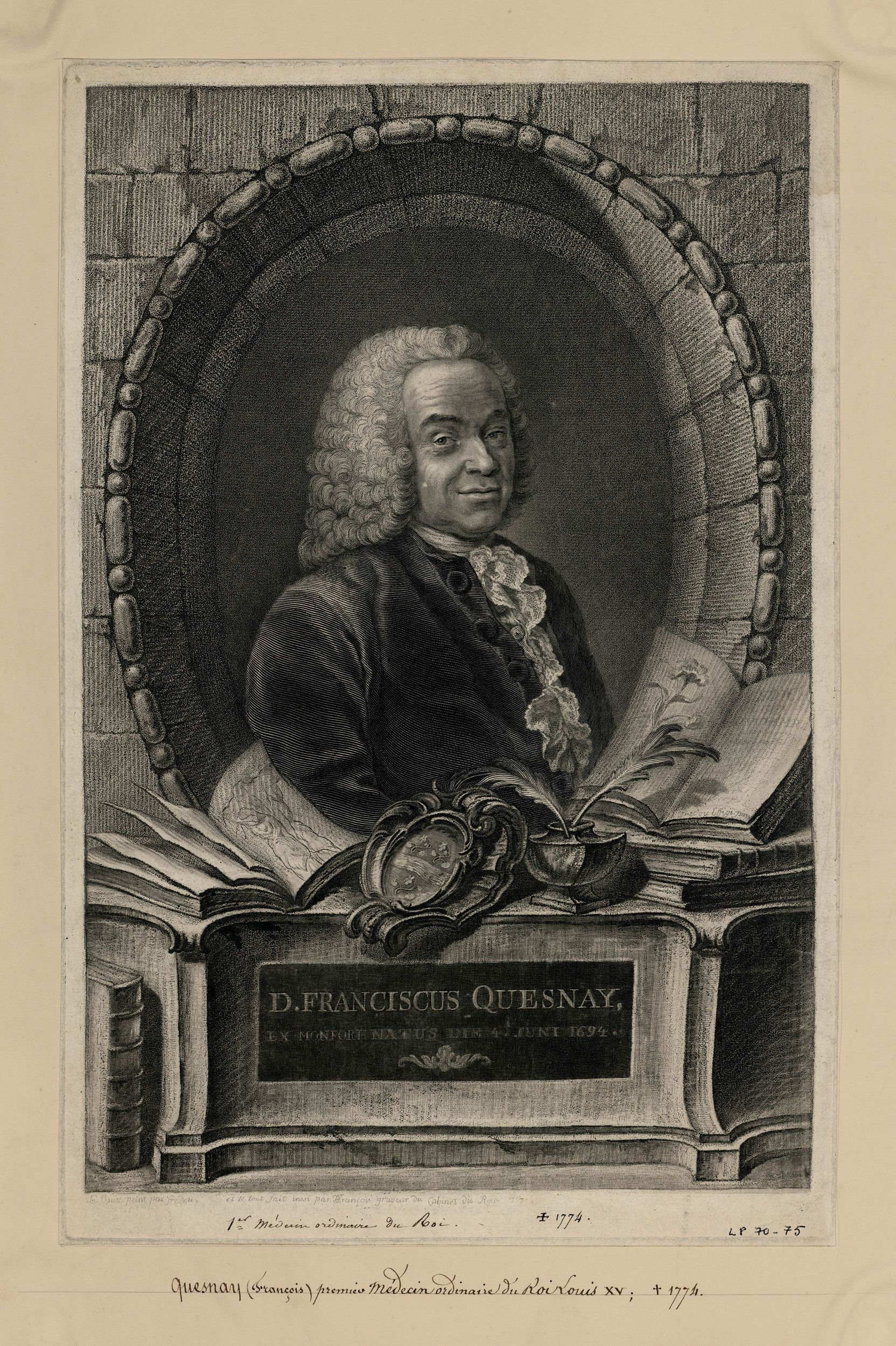
François Quesnay

Neben zahlreichen Einzelblättern hat François auch die Stiche für etliche Tafelwerke geschaffen, unter anderem für Emmanuel Hérés Recueil Des Plans Elevations … Chateaux Jardins, Et Dependances Que Le Roy De Pologne occupe en Lorraine…. und das Werk Antiques du Cabinet de Mr. Adam.
- Erasmus von Rotterdam nach Hans Holbein d. Jüngeren
- Chirurg François Quesnay nach einem Gemälde von Jean-Martial Frédou 1767
- Tänzerin nach einem Gemälde von François Boucher
- Sitzender schlafender Mann nach einem Werk von Étienne Jeaurat
- Bildnis des Jean-François Denis 1763[2][3]